# レディース・アンド・ジェントルマン…ザ・ベスト・オブ・ジョージ・マイケル
『レディース・アンド・ジェントルマン…ザ・ベスト・オブ・ジョージ・マイケル』(Ladies & Gentlemen: The Best of George Michael)はイギリスのシンガーソングライター、ジョージ・マイケルのコンピレーション・アルバム。1998年12月1日発売。

## 概要
2枚組仕様。28曲収録（EU、オーストラリア、日本盤は29曲収録）の内、半分のバラード曲14曲が「For the Heart」と銘打たれたDisc 1に収録され、もう半分のダンスナンバー14曲が「For the Feet」と銘打たれたDisc 2に収録されている。
シングル曲以外にもこれまでアルバム未収録だったアレサ・フランクリンとのデュエット曲「愛のおとずれ」、アストラッド・ジルベルトとのデュエット曲「ジサフィナード」、エルトン・ジョンとのライヴ・デュエット「僕の瞳に小さな太陽」を収録している。他にもこのアルバムのために「モーメント・ウィズ・ユー」、「アウトサイド」、「アズ」の3曲を書き下ろし、後者2曲はシングルとしてカットされた。
アルバムは現在までに1,500万枚を売り上げている。

## 収録曲
特筆ない限りジョージ・マイケルの作詞・作曲

### Disc1: For the Heart
1. ジーザス・トゥ・ア・チャイルド / Jesus to a Child - 6:50
2. ファザー・フィギュア / Father Figure - 5:41
3. ケアレス・ウィスパー / Careless Whisper （ジョージ・マイケル、アンドリュー・リッジリー） - 5:00
4. 僕の瞳に小さな太陽 / Don't Let the Sun Go Down on Me （エルトン・ジョン、バーニー・トーピン） - 5:48
5. ユー・ハヴ・ビーン・ラヴド / You Have Been Loved （ジョージ・マイケル、デヴィッド・オースティン） - 5:29
6. キッシング・ア・フール / Kissing a Fool - 4:35
7. アイ・キャント・メイク・ユー・ラヴ・ミー / I Can't Make You Love Me （ジェームス・アレン・シャンブリン2世、マイク・リード） - 5:22
8. ヒール・ザ・ペイン / Heal the Pain - 4:47
9. モーメント・ウィズ・ユー / A Moment with You - 5:42
10. ジサフィナード / Desafinado （アントニオ・カルロス・ジョビン、ニュウトン・メンドンサ） - 3:19
11. カウボーイズ・アンド・エンジェルス / Cowboys and Angels - 7:14
12. プレイング・フォー・タイム / Praying for Time - 4:41
13. ワン・モア・トライ / One More Try - 5:53
14. ア・ディファレント・コーナー / A Different Corner - 4:02

### Disc 2: For the Feet

#### 日本盤
1. アウトサイド / Outside - 4:44
2. アズ / As （with メアリー・J. ブライジ）（スティーヴィー・ワンダー） - 4:46
3. ファストラヴ / Fastlove - 5:30
4. トゥー・ファンキー / Too Funky - 3:44
5. フリーダム 90 / Freedom! '90 - 6:29
6. スター・ピープル 97 / Star People '97 - 5:38
7. キラー／パパ・ワズ・ア・ローリング・ストーン / Killer/Papa Was a Rpllin' Stone （アダム・ティンリー、シール・ヘンリー・サミュエル、ノーマン・ホィットフィールド、バレット・ストロング） - 4:16
8. アイ・ウォント・ユア・セックス (パート2) / I Want Your Sex (Part II) - 4:37
9. モンキー / Monkey - 5:06
10. スピニング・ザ・ウィール / Spinning in the Wheel （ジョージ・マイケル、ジョン・ダグラス） - 6:08
11. ウェイティング・フォー・ザット・デイ / Waiting for That Day （ミック・ジャガー、ジョージ・マイケル、キース・リチャーズ） - 4:50
12. 愛のおとずれ / I Knew You Were Waiting (For Me) （with アレサ・フランクリン）（サイモン・クライミー、デニス・モーガン） - 3:58
13. ハード・デイ / Hard Day - 4:48
14. フェイス / Faith - 3:14
15. 愛にすべてを / Somebody to Love （with クイーン）（フレディ・マーキュリー） - 5:23

#### ヨーロッパ、オーストラリア版
1. Outside - 4:44
2. As (with Mary J. Blige) - 4:47
3. Fastlove - 5:31
4. Too Funky - 3:45
5. Freedom '90 - 6:28
6. Star People '97 - 5:39
7. Killer/Papa Was a Rollin' Stone (Adam Tinley, Seal Henry Samuel, Norman Whitfield, Barrett Strong) - 4:16
8. I Want Your Sex (Part II) - 4:38
9. The Strangest Thing '97 - 4:41
10. Fantasy - 5:02
11. Spinning the Wheel (Michael, Douglas) - 6:09
12. Waiting for That Day (Michael, Mick Jagger, Keith Richards) - 4:50
13. I Knew You Were Waiting (For Me) (with Aretha Franklin) (Simon Climie, Dennis Morgan) - 3:58
14. Faith - 3:14
15. Somebody to Love (with Queen) (Freddie Mercury) - 5:23

#### 北米版
1. Outside - 4:44
2. Fastlove - 5:31
3. Too Funky - 3:45
4. Freedom '90 - 6:28
5. Star People '97 - 5:39
6. Killer/Papa Was a Rollin' Stone (Adam Tinley, Seal-Henry Samuel / Norman Whitfield, Barrett Strong) - 4:16
7. I Want Your Sex (Part II) - 4:38
8. Monkey - 4:47
9. Spinning the Wheel (George Michael, Jon Douglas) - 6:09
10. Waiting for That Day/You Can't Always Get What You Want (George Michael, Mick Jagger, Keith Richards) - 4:50
11. "I Knew You Were Waiting (For Me) (with Aretha Franklin) (Simon Climie, Dennis Morgan) - 3:58
12. Hard Day - 3:43
13. Faith - 3:14
14. Somebody to Love (with Queen) (Freddie Mercury) - 5:23
15. As (with Mary J. Blige) (Stevie Wonder) - 4:47